# Dream Street (album)
Dream Street is het tweede studio-album van zangeres Janet Jackson. Het kwam uit op 23 oktober 1984 en was de opvolger van het album Janet Jackson uit 1982. Voor dit album werkte Jackson samen met onder andere de bekende producer Giorgio Moroder, broer Marlon Jackson en Jesse Johnson. 
Waar haar eerste plaat nog een aardig succes was flopte Dream Street genadeloos, ondanks de verrassend volwassen sound van een toen nog maar 18-jarige Jackson. Rond dezelfde tijd dat ze het album opnam trouwde ze met zanger James DeBarge. Voor de cd nam ze o.a. een duet op met Cliff Richard. Achteraf vertelde Janet dat zij Cliff helemaal niet had ontmoet, maar dat de opnames voor de verschillende zangpartijen apart werden gedaan (Cliff in Engeland; Janet in Amerika). 
De eerste single van het album was Don't Stand Another Chance. In het refrein is broer Michael Jackson ook kort te horen. Dit lied kwam tot nummer 9 in de US Hot R&B Songs. De tweede single Two To The Power Of Love (het duet met Cliff Richard) bereikte nummer 83 in de Engelse hitlijst. De laatste twee singles waren Fast Girls en Dream Street. Janet promootte een aantal nummers van haar plaat in de tv-serie Fame waar ze een tijdje inspeelde destijds. 
Het album bereikte maar twee hitlijsten. In de Amerikaanse Billboard 200 kwam het maar tot 147 en in het Verenigd Koninkrijk kwam de cd niet hoger dan 188. 
Jackson heeft pas in 2008 weer eens materiaal van Dream Street live uitgevoerd. Tijdens de Rock Witchu Tour zong ze Don't Stand Another Chance nadat fans zelf mochten stemmen op hun lievelingsnummers van Janet die ze graag wilden horen.